# Ulla Billquist
Ulla Ebba Ingegerd Billquist, omgift Sjögren och Hahn, född Schönström den 14 augusti 1907 i Eslöv, död 6 juli 1946 i Hedvig Eleonora församling i Stockholm, var en svensk schlagersångare.
Billquist sjöng in 358 skivsidor åren 1929–1946 och hade sin storhetstid som grammofonsångerska och folkparksartist under andra hälften av 1930-talet och första hälften av 1940-talet. Hon var under andra världskriget Sveriges mest kända sångerska. Hon kan till viss del karakteriseras som en svensk motsvarighet till Storbritanniens Vera Lynn och Tysklands Lale Andersen, och hennes sång "Min soldat" har gjort henne starkt förknippad med beredskapsåren.
Andra minnesvärda inspelningar är  "En månskenspromenad", "Du svarte zigenare", "Köp rosor monsieur", "Kring de små husen vid gränderna i hamnen", "Under takåsarna i Paris", "Världen är full av violer", "Säg, hur har du det med kärleken idag", "Öppna ditt fönster" samt "Godnattvalsen" ("Auld Lang Syne"). Melodin ur den senare kom från den brittiska filmen Dimmornas bro.

## Biografi

### Bakgrund, tidig karriär
När Ulla Billquist var ett halvår avled hennes far. Modern Gerda Schönström blev ensam med fyra barn och trots en svår försörjningssituation lyckades hon ge sina två söner en ordentlig yrkesutbildning (guldsmed respektive tandläkare). De två döttrarna, Ulla Billquist och systern Margareta, sökte sig till teatern. Redan som liten flicka drömde Ulla Billquist om att bli skådespelerska. Billquist växte upp i Eslöv, Värnamo och Örebro.
På sin 16-årsdag träffade Ulla Billquist sin blivande man, skådespelaren Fritiof Billquist som då var på turné i Örebro. Han hade en anställning på Helsingborgs stadsteater. Ulla Billquist flyttade till honom och kom in på teaterns scenskola år 1925, där hon studerade fram till 1927. Samma år debuterade hon också som sångerska vid Radiotjänst som precis börjat sända reguljära radiosändningar.
Samtidigt fick Ulla Billquist större roller på Helsingborgs stadsteater, och när teaterchefen Torsten Hammarén slutade på teatern 1926 ville han att hon skulle följa med honom till Lorensbergsteatern i Göteborg. Men han ville inte engagera Fritiof Billquist, vilket gjorde att det unga skådespelarparet i stället flyttade till Stockholm. Där blev båda engagerade av Thor Modéen, som var  gift med hennes syster Margareta Schönström) och var revykung på Odéonteatern. Ulla Billquist blev därefter anlitad av Ernst Rolf och fick en av de tre huvudrollerna i operetten Tre små flickor på Djurgårdsteatern. Efter denna framgång bestämde sig Ulla Billquist för att lämna skådespeleriet och bara ägna sig åt sång.

### Senare karriär
År 1929 fick Ulla Billquist sitt stora publika genombrott med sångnumret ”Köp rosor monsieur” i Cirkusrevyn. Året därpå var hon primadonna tillsammans med debutanten Zarah Leander i revyn Det glada Stockholm på Folkan. Ytterligare en revyroll avverkade hon innan hon gjorde ett längre uppehåll från revyscenen till förmån för sångframträdanden på scen, skivor och radio.
I december 1929 reste Ulla Billquist till Paris för att spela in sina tre första skivor för bolaget Pathé. Skivorna uppmärksammades positivt i pressen, men strax efter gick den svenska filialen av Pathé i konkurs. Direktör C.B. Sandqvist på skivbolaget Columbia, som kände Ulla Billquist sedan Helsingborgstiden, skrev då kontrakt med henne och hon blev en av 1930-talets mest populära artister på bolaget.
I slutet av 1930-talet kom Ulla Billquist tillbaka till revyscenen. Där började hon samarbeta med Nils Perne, som var knuten till skivbolaget Sonora. Hösten 1939 medverkade hon i revyn Det kommer en vår där hon sjöng titelmelodin. I samma revy sjöng Naemi Briese den nyskrivna visan ”Min soldat”, som spelade på de känslor som var rådande efter krigsutbrottet 1939. Nils Perne förmådde Ulla Billquist att byta skivbolag, och i maj 1940 gjorde hon sina första inspelningar för Sonora – däribland ”Min soldat”. Hon var nu en av Sveriges mest populära artister, och hon undertecknade också det mest förmånliga grammofonkontrakt en kvinnlig artist dittills erbjudits; som första artist anställdes hon av Sonora med en fast månadslön (700 kronor; motsvarande drygt 20 000 i penningvärde år 2024). Troligtvis var det bara Sven–Olof Sandberg som då hade ett bättre kontrakt. Hans stjärnstatus dalade dock några år in på 1940-talet, medan Billquists lyskraft bestod livet ut.
Under krigsåren blev Ulla Billquist den ledande beredskapsartisten. Hon reste land och rike runt för att sjunga för soldaterna i deras förläggningar. Chef för beredskapsartisterna var Folke Bernadotte. De samarbetade och blev även vänner. Billquists sista inspelning blev "Chickery Chick" (Sonora 7290) med Willard Ringstrands orkester. Den gjordes tre dagar före hennes död.
Ulla Billquists artisteri skilde sig från andra sångerskor vid den tiden genom att hon ofta valde sånger och texter som uttryckte hennes egna tankar. Emellanåt gjorde hon eftergifter för skivbolagens önskan om populära dagsländor, men det går att se en stark konstnärlig uttrycksvilja i hennes repertoar. Alice Babs, som samarbetade med Billquist några gånger i radiostudio, har menat att den portugisiska fadosångerskan Amália Rodrigues till viss del påminner om Billquists sångkonst.

### Privatliv och sista tid
Ulla Billquist tog regelbundet sånglektioner för professor Ragnar Hultén, som utvecklade hennes röst och hjälpte henne att studera in nya sånger. I oktober 1945 höll hon på eget initiativ en litterär visafton på konserthusen i Stockholm och Göteborg, vilka blev konstnärliga framgångar. I början av december 1945 brann hennes och maken Gunnar Hahns hus i Västerljung ner till grunden. Där hade Ulla Billquist sitt arkiv med skivor, bilder, tidningsklipp med mera. Alla minnen från karriären brann upp. Branden tog hårt på hennes nerver och hon var sista halvåret nedstämd. Enligt hennes vän Brita Conradson läste hon sista tiden filosofi och grubblade mycket.
I sitt första äktenskap med Fritiof Billquist fick Ulla Billquist dottern Åsa. Paret skilde sig i början av 1930-talet, och 1936 gifte Ulla Billquist om sig med affärsmannen Wolmar Sjögren. Han hade en dotter med sig i äktenskapet, Sonja, vilken var jämnårig med Åsa. År 1941 skilde sig paret, och Ulla Billquist gifte om sig i januari 1943 med sin ackompanjatör Gunnar Hahn. Även detta äktenskap var på väg att upplösas, och Gunnar Hahn lämnade det gemensamma hemmet i februari 1946. Ulla Billquist låg i hemskillnad från Gunnar Hahn när hon avled i början av juli samma år. Hennes män har samstämmigt beskrivit äktenskapen med henne som stormiga. Dottern Åsa Billquist-Roussel (1927–2010) har givit ut boken Köp rosor... Boken om Ulla Billquist.
Ulla Billquist umgicks i hemlighet i bi- och homosexuella konstnärskretsar. Hon befann sig också i ett kvinnligt nätverk där kvinnorna fick mansnamn – Billquist kallades ”Olle”, Kai Gullmar kallades ”Kungen” och Zarah Leander hette ”Alex”. Hemlighetsmakeriet var en följd av att homosexualitet var kriminellt fram till 1944, och det finns anledning att tro att Ulla Billquist var utsatt för utpressning. Både hon och dottern Åsa gav uttryck för att hon hade ont om pengar, trots att hon levde ett enkelt vardagsliv och samtidigt hade ett förmånligt grammofonkontrakt och många välbetalda scenframträdanden.
Billquist begick självmord i sin bostad på Nybrogatan 77 i Stockholm den 6 juli 1946, samma dag som hon skulle ha framträtt i Karlstads Folkets park. Hon påträffades död först två dagar senare, måndagen den 8 juli 1946. Vid denna tidpunkt stod hon på toppen av sin karriär och var en mycket folkkär artist. Ulla Billquist är begravd på Norra begravningsplatsen i Solna.
Kalle Lind beskriver kortfattat Ulla Billquist som "schlagerdrottningen som aldrig vågade leva ut sin homosexualitet och istället valde att ta sitt liv". Denna beskrivning är baserad på en utbredd föreställning om att Billquist var förälskad i en kvinna och att detta var orsaken till självmordet.

## Eftermäle
Billquist är för eftervärlden ihågkommen för en rad skivinspelningar och särskilt för sin inspelning av "Min soldat" för Sonora i Stockholm den 8 maj 1940. Skivans nummer var Sonora 3630. Detta var för övrigt hennes första inspelning för detta bolag, och det blev också hennes största skivframgång. Hon blev mycket populär bland beredskapsmännen när hon reste runt som fältartist under andra världskriget. Inspelningen av "Min soldat" fick förnyad aktualitet när den blev ledmotiv för tv-serien Någonstans i Sverige.
Tre år efter hennes död gjorde vännen Hasse Ekman filmen Flicka och hyacinter, 1950, som var inspirerad av hennes öde. Ekman beskriver här en känslig konstnärssjäl som går under på grund av en homosexuell kärleksaffär. Han var här före sin tid med att gestalta den homosexuella kärleken som ren och fin, samtidigt som den manliga heterosexuella grammofonsångaren i filmen gestaltas som en pervers man med olika dambesök var dag.
Det finns bara tre rörliga bildsekvenser bevarade med Ulla Billquist: Landskamp (1932), reklamfilmen Vademecum (1939) samt kortfilmen Gatans serenad (1941). Idag vet man inte hur hennes talröst lät; några enstaka radioinslag finns kvar, men de innehåller endast sånginspelningar. Däremot finns 370 musikinspelningar bevarade från 1929 till 1946. År 1984 inrättades Ulla Billquist-stipendiet. Det delas ut till en betydelsefull ung artist verksam inom teater, sång och musik.
Till Ulla Billquists 100-årsjubileum år 2007 släpptes en hyllningsskiva, En stilla flirt – Ulla Billquist & jag, av sångerskan Måd Demår. År 2016 hade en dokumentärfilm om Ulla Billquist premiär, När molnen skingras, regisserad av Lasse Zackrisson. 

## Verk

### Diskografi (urval)
- "Parfym-visan", Pathé december 1929
- "Ett enda litet finger", Pathé december 1929
- "Fusyjama, Pathé december" 1929
- "Vad kvinnan vill, vill du", Pathé december 1929
- "Anna Aurora", Columbia december 1930
- "Vaggvisa", Columbia december 1930
- "Casanova", Columbia december 1930
- "Zigenare, du tog mitt hjärta från mig", Columbia januari 1933
- "Du svarte zigenare", Columbia oktober 1933
- "En stilla flirt", Columbia februari 1934
- "Det är den stora, stora kärleken", Columbia april 1938
- "Jag har en liten melodi", Columbia januari 1939
- "Min soldat" (1940)
- "Kring de små husen i gränderna vid hamnen" (1942)
- "Köp rosor, Monsieur" (1942)
- "Räkna de lyckliga stunderna blott" (1944)
- "På återseende" (1945)

#### Samlade inspelningar
År 2010 utgav Vax Records Den kompletta Ulla Billquist; en box med 17 CD-skivor och en 200-sidigt häfte med tidigare opublicerade bilder.

### Filmografi
- 1932 – Landskamp
- 1941 – Gatans serenad (kortfilm)

### Teater

#### Roller
| År   | Roll            | Produktion                                                      | Regi            | Teater                   |
| ---- | --------------- | --------------------------------------------------------------- | --------------- | ------------------------ |
| 1925 | Fröken Sonja    | Den sköna Melusina Oscar Rydqvist                               |                 | Helsingborgs stadsteater |
| 1925 | Flädermor Karna | Ljungby horn Edgar Collin, Vilhelm Østergaard, och Alfred Ipsen | Helge Wahlgren  | Helsingborgs stadsteater |
| 1926 | Charlotte       | Sam Jackson i Paris Maurice Hennequin och Henry de Gorsse       | Albert Nycop    | Helsingborgs stadsteater |
| 1926 | Dunois page     | Sankta Johanna George Bernard Shaw                              | Gösta Cederlund | Helsingborgs stadsteater |
| 1927 | Maja            | Halta Lena och vindögda Per Ernst Fastbom                       | Albert Nycop    | Helsingborgs stadsteater |
| 1927 | Alice O'Neil    | Bättre folk Avery Hopwood och David Gray                        | Gösta Cederlund | Helsingborgs stadsteater |

### Radioteater

#### Roller
| År   | Roll | Produktion                                              | Regi |
| ---- | ---- | ------------------------------------------------------- | ---- |
| 1941 |      | Har den äran!, radiokabaret Nils Perne och Sven Paddock |      |